# Bebe Neuwirth
Bebe Neuwirth (Princeton, 31 de dezembro de 1958) é uma atriz e bailarina estadunidense mais conhecida por seu trabalho nos palcos da Broadway, vencedora de dois prêmios Tony.

## Carreira
Bebe estreou na Broadway em 1980, no novo elenco do musical A Chorus Line, depois participando da turnê do show em outro papel, ganhou fama após interpretar Nickie no revival do musical Sweet Charity em 1986 e faturar seu "Tony Awards" de melhor atriz coadjuvante.Em 1994 apareceu no revival de outro famoso show da Broadway a comédia musical "Damn Yankees" no papel do diabo Lola originalmente interpretado por "Gwen Verdon" e ganha novamente seu "Tony Awards" desta vez por melhor atriz. 
A grande consagração foi interpretando Velma Kelly no revival do até então esquecido show Chicago de 1975, que após uma bem sucedida produção fora da cidade com Bebe acabou tendo seu revival na "Broadway" batendo recordes de revival a ganhar mais prêmios e ficar mais tempo em cartaz durante seus 12 anos e até agora se encontra em cartaz.Bebe ganhou novamente seu "Tony Awards" além de outros grandes prêmios do teatro, viria a voltar para o show 10 anos depois fazendo agora o papel de Roxie.Em 2010 estrelou o musical da Família Adams, interpretando 'Mortícia Adams'.

## Filmografia parcial
- The Good Wife .... Judge Claudia Friend (1 episódio, 2012)
- Bored to Death .... Caroline Taylor (3 episódios, 2009-2011)
- The Cleveland Show .... Sarah Friedman - voz (1 episódio, 2010)
- Late Show with David Letterman .... Morticia Addams (1 episódio, 2010)
- Fame (2009) .... Ms. Kraft
- Adopt a Sailor (2008) .... Patricia
- Law & Order: Trial by Jury .... A.D.A. Tracey Kibre (13 episódios, 2005-2006)
- Law & Order: Special Victims Unit .... A.D.A. Tracey Kibre / ... (2 episódios, 1999-2005)
- Game 6 (2005) .... Joanna Bourne
- The Big Bounce (2004) .... Alison Ritchie
- Frasier .... Dr. Lilith Sternin (12 episódios, 1994-2003)
- Le divorce (2003) .... Julia Manchevering
- Cyberchase .... Binky the Cat / ... (2 episódios, 2002-2003) voz
- Hack .... Faith O'Connor (5 episódios, 2003)
- How to Lose a Guy in 10 Days (2003) .... Lana Jong
- The Adventures of Tom Thumb & Thumbelina (2002) (V) (voz) .... Thumbelina's mother
- Sounds from a Town I Love (2001) (TV) .... Last Woman on Cell-Phone
- Deadline .... Nikki Masucci (13 episódios, 2000-2001)
- Tadpole (2000) .... Diane Lodder
- Cupid & Cate (2000) (TV) .... Francesca
- An Extremely Goofy Movie (2000) (V) (voz) .... Sylvia Marpole: the Head College Librarian
- Sabrina, the Teenage Witch .... Juliette (1 episódio, 1999)
- Liberty Heights (1999) .... Ada Kurtzman
- Dash and Lilly (1999) (TV) .... Dorothy Parker
- Summer of Sam (1999) .... Gloria
- Getting to Know You (1999) .... Trix
- An All Dogs Christmas Carol (1998) (V) (voz) .... Anabelle / Belladonna
- The Faculty (1998) .... Principal Valerie Drake
- All Dogs Go to Heaven: The Series .... Anabelle / ... (5 episódios, 1996-1998) voz
- Celebrity (1998) .... Nina - the Hooker
- Jungle Cubs .... La La (1 episódio, 1997)
- The Magic School Bus .... Flora Whiff (1 episódio, 1997) voz
- The Associate (1996) .... Camille Scott
- The Adventures of Pinocchio (1996) .... Felinet
- All Dogs Go to Heaven 2 (1996) (voz) .... Anabelle, the Dog Goddess
- Freakazoid! .... Deadpan (1 episódio, 1996) voz
- Duckman: Private Dick/Family Man .... Tamara La Boinque (1 episódio, 1996) voz
- Dear Diary (1996)
- Jumanji (1995) .... Nora Shepherd
- NewsRadio .... Sandi Angelini (1 episódio, 1995)
- Aladdin .... Mirage (6 episódios, 1994-1995) voz
- The Adventures of Pete & Pete .... The Mailcarrier (2 episódios, 1994)
- The Paint Job (1994) .... Margaret
- Malice (1993) .... Det. Dana Harris
- Wild Palms .... Tabba Schwartzkopf (5 episódios, 1993)
- Cheers .... Dr. Lilith Sternin-Crane / ... (80 episódios, 1986-1993)
- Wings .... Dr. Lilith Sternin-Crane (1 episódio, 1992
- Bugsy (1991) .... Countess di Frasso
- Star Trek: The Next Generation .... Lanel (1 episódio, 1991)
- Green Card (1990) .... Lauren
- Disneyland .... Dr. Lilith Sternin (1 episódio, 1990)
- Unspeakable Acts (1990) (TV) .... Susan Maxwell
- Without Her Consent (1990) (TV) .... Gloria Allred
- The Famous Teddy Z (1 episódio, 1990)
- Fame .... Phyllis Turner (1 episódio, 1986)
- Simon & Simon .... Recepcionista (1 episódio, 1986)
- The Edge of Night (1956) Seriado de TV .... Member of the Whitney Dance Theatre (episódios desconhecidos, 1981)